# Julian McMahon
Julian Dana William McMahon (Sydney, 27. srpnja 1968. – Clearwater, 2. srpnja 2025.) bio je australski glumac.

## Životopis
Julian McMahon je rođen u obitelji McMahon kao drugo od troje djece. Studirao je pravo na prestižnom sveučilištu u Sydneyu, no ubrzo je odustao jer mu je na predavanjima bilo dosadno, te je tako nakon jedne godine studiranja uplovio u manekenske vode, primarno radeći u reklamama. 1987. godine putuje svijetom radeći kao model, te je tako posjetio Los Angeles, New York, Milano, Rim, Pariz i ostale gradove. Nakon toga, dobio je uloge u dvjema australskim serijama, australskoj verziji serije "Dinastija" i nakon 18 mjeseci, ulogu u austrlskoj sapunici "Home & Away". Nakon toga, 1992. godine počinje dobivati uloge i u američkim filmovima.
U slobodno vrijeme, McMahon voli surfati, voziti bicikl i kuhati. Fan je bejzbola, nogometa i košarke, te osim toga skuplja klasične knjige.

## Zanimljivosti
- visok je 191 cm,
- sin je Sir Williama i Lady Sonije McMahon (Sir William je bio premijer Australije, sve do svoje smrti),
- iz braka s glumicom Brooke Burns, ima kćer Madison,
- ima stariju sestru Melindu i mlađu sestru Deborah,
- tečno govori španjolski,
- najomiljenija pjesma mu je "People are Strange" od grupe The Doors,
- u 100-oj epizodi serije "Čarobnice" (Charmed), njegov lik, Cole Turner, je ubijen,
- bio je u užem izboru za ulogu Jamesa Bonda, no izgubio je od glumac Daniela Craiga,
- nepušač je.

## Televizijske uloge
- "Nip/Tuck" (Reži me) kao doktor Christian Troy (2003. – 2010.)
- "Charmed" (Čarobnice) kao Cole Turner (2000. – 2003.; gost 2005.)
- "Profiler" (Profiler, slike zločina) kao John Grant (1996. – 2000.)
- "Will & Grace" (Will i Grace) kao Guy (1998.)
- "Another World" kao Ian Rain (1992. – 1994.)
- "Home & Away" kao Ben Lucini (1989. – 1991.)
- "The Power, the Passion" kao Kane Edmonds (1989.)

## Filmske uloge
(nepotpun popis)
- "Fantastic Four: Rise of the Silver Surfer" kao Victor Von Doom (2007.)
- "Premonition" kao Jim (2007.)
- "Prisoner" kao Derek Plato (2007.)
- "Fantastic Four" kao Victor Von Doom (2005.)
- "Meet Market" kao Hutch (2004.)
- "Another Day" kao David (2001.)
- "Chasing Sleep" kao George (2000.)
- "In Quiet Night" kao Hayes (1998.)
- "Magenta" kao Michael Walsh (1996.)
- "Wet and Wild Summer!" kao Mick Dooley (1992.)

## Vanjske poveznice
- Julian McMahon u internetskoj bazi filmova IMDb-u (engl.)